# Kras

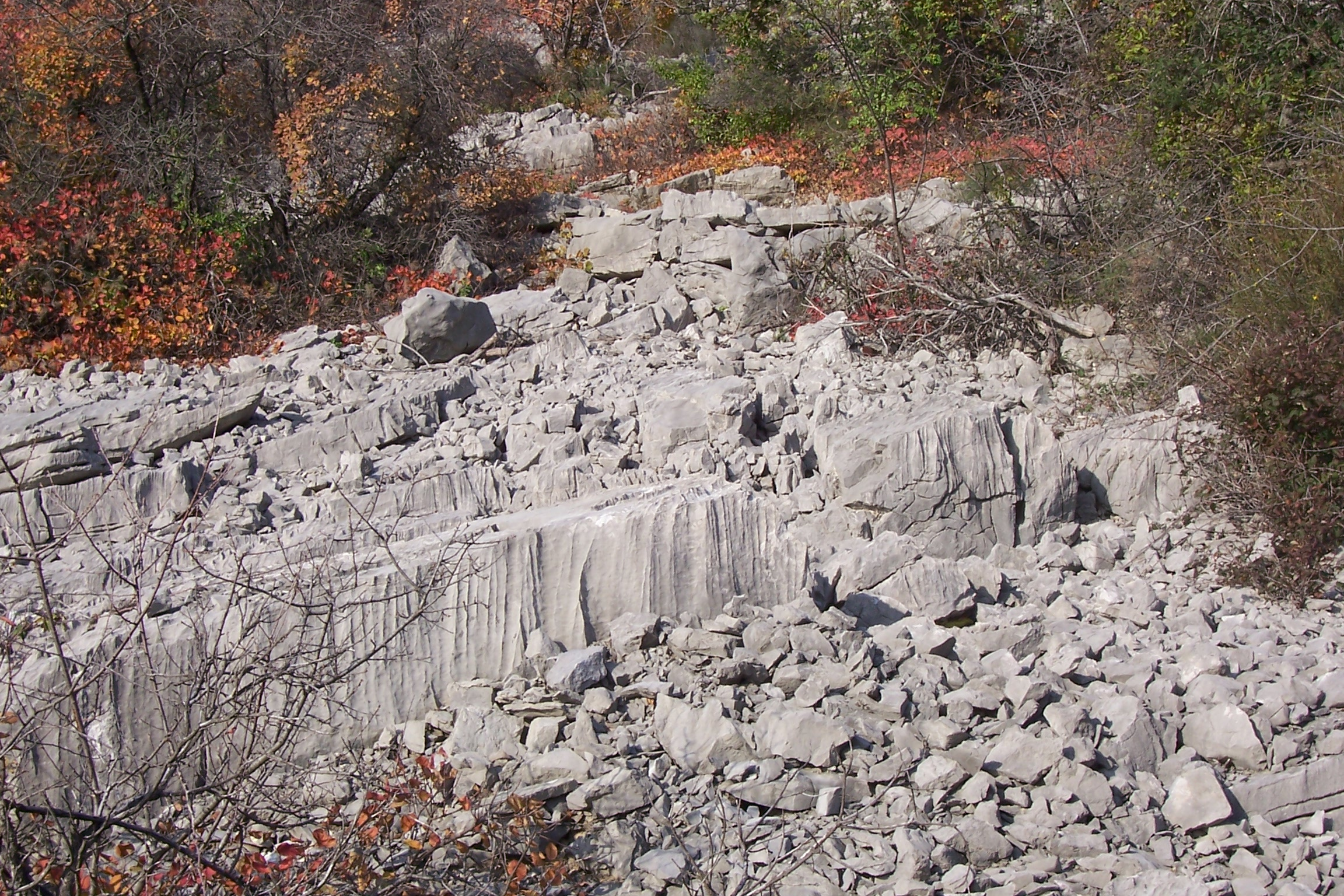
Hình ảnh về carxtơ ở Monfalcone, Italy. Các hình ảnh về sự phân rã (theo các rãnh thẳng đứng) là rõ nét.

Kras (tiếng Ý: Carso), còn gọi là the  Karst hay cao nguyên Kras, là một khu vực ranh giới cao nguyên đá vôi ở tây nam Slovenia mở rộng tới miền đông bắc Ý và miền tây Croatia. Nó nằm giữa thung lũng Vipava, Vipavska brda, phần phía tây nhất của các ngọn đồi Brkin, vịnh Trieste và một phần ngắn của biên giới Ý nằm giữa vịnh Trieste và sông Vipava. Biên giới phía tây của nó là biên giới theo dân tộc cổ của người Ý và người Sloven. Khu vực này nổi tiếng nhờ nó là cảm hứng cho thuật ngữ địa chất carxtơ.
Cao nguyên này khá dốc so với các vùng đất xung quanh, với ngoại lệ là ở phía đông nam, là khu vực mà độ dốc ít rõ nét hơn. Cao nguyên này thấp dần từ đông nam tới tây nam. Trung bình nó nằm ở độ cao 334 mét trên mực nước biển. Do Kras thấp dần về phía biển Adriatic (xem: Kraški rob), nó ít bộc lộ các ảnh hưởng khí hậu có lợi của biển. Thực vật chính trong quá khứ là sồi, nhưng hiện nay là các rừng thông. Các cánh rừng hiện nay chỉ che phủ khoảng 1/3 diện tích khu vực Kras.
Kras nổi tiếng vì các hang động của mình. Tại Slovenia, chúng bao gồm Vilenica (hang động du lịch cổ nhất trên thế giới), hang Lipica, hang Divača, hang Kačna và các hang Škocjan (hệ thống di sản thế giới của UNESCO), trong khi tại Ý có Grotta Gigante (hang du lịch lớn nhất thế giới, với mặt phẳng dao động ngang đặc biệt được dùng để đo sự lên xuống của thủy triều do Mặt Trăng tác động đối với Trái Đất).
Phần lớn Kras nằm ở tây nam Slovenia với diện tích 429 km² và dân số khoảng 19.000 người. Kras tổng thể có 100 điểm dân cư. Thành phố Sežana là trung tâm của Kras về phía biên giới Slovenia; nó là nơi mà nhà thơ Srečko Kosovel sinh ra. Các trung tâm nông thôn chính là các khu dân cư ở Divača, Dutovlje và Komen. Štanjel là khu dân cư có phong cảnh đẹp ở phần gờ phía bắc nhất của cao nguyên này; các ngôi nhà trong khu này được tụm lại xung quanh đồi Turn, tạo ra ấn tượng về một thành phố thời Trung cổ.
Các điều kiện tự nhiên, bao gồm gió bora (burja) và cách thức sinh hoạt của người dân địa phương đã có ảnh hưởng lớn tới các yếu tố cơ bản trong kiến trúc của vùng này, tạo ra các hình dáng đơn giản nhưng rõ ràng. Kras cũng được biết tới nhờ rượu vang của mình, có tên gọi là teran và đùi lợn xông khói. Một trong các trung tâm du lịch chính trong khu vực là Lipica, với các đàn ngựa (quê hương của nòi ngựa Lipizza) cũng như là các tiện nghi du lịch khác.